# Лям с перекладиной
ݪ (лям с перекладиной) — дополнительная буква арабского письма, полученная из буквы ل (лям) путём добавления перекладины. Подобно букве лям, в сочетании с алифом образует лигатуру: ݪا.

## Использование
В письменности языка марвари на основе арабского алфавита буква используется для обозначения звука [ɭ]. Также в этом варианте письменности марвари используется диграф ݪھ (ݪه) для обозначения звука [ɭʰ].
В языке калами буква используется для обозначения звука [ɬ̪].
Присутствует в Национальном чадском алфавите, где соответствует латинскому диграфу Sl.
Тридцать седьмая буква языка гавар-бати.